# Casa del Parlamento (Melbourne)
La Casa del Parlamento en Melbourne, situado al este de la ciudad de Melbourne. Ha sido la sede del Parlamento del estado de Victoria desde 1855 (a excepción de los años 1901 a 1927, cuando fue ocupada por el Parlamento de Australia).